# I pirati della Croce del Sud
I pirati della Croce del Sud (Hurricane Smith) è un film del 1952 diretto da Jerry Hopper.
È un film d'avventura a sfondo romantico statunitense ambientato a metà del XIX secolo nei mari del sud con Yvonne De Carlo, John Ireland e James Craig. È basato sul romanzo del 1922 Hurricane Williams di Gordon Ray Young.

## Produzione
Il film, diretto da Jerry Hopper su una sceneggiatura di Frank Gruber con il soggetto di Gordon Ray Young (autore del romanzo), fu prodotto da Nat Holt per la Paramount Pictures e girato nei Paramount Studios a Hollywood, Los Angeles, California, da metà febbraio a metà marzo 1952. Il titolo di lavorazione fu Hurricane Williams.

## Distribuzione
Il film fu distribuito con il titolo Hurricane Smith negli Stati Uniti dal 3 ottobre 1952 dalla Paramount Pictures.
Altre distribuzioni:
- in Finlandia il 31 luglio 1953 (Tyynenmeren sissit)
- in Svezia il 12 ottobre 1953 (Hurricane Smith - äventyraren)
- in Danimarca il 23 novembre 1953 (Skatteøen i Sydhavet)
- in Germania Ovest il 2 marzo 1954 (Herrin der Gesetzlosen)
- in Austria nel maggio del 1954 (Die Herrin der Gesetzlosen)
- in Francia l'8 settembre 1954 (Maître après le diable)
- in Portogallo il 25 ottobre 1954 (O Capitão Smith)
- in Belgio (Maître après le diable e Meester na den duivel)
- in Italia (I pirati della Croce del Sud)
- in Brasile (A Rebelião dos Piratas)
- in Spagna (Chacales del mar)
- nei Paesi Bassi (De schatten van Dakaru)
- in Grecia (Peiratai tis polynisias)

## Critica
Secondo il Morandini il film è "moderatamente gradevole, se si ama il genere".

## Promozione
Le tagline sono:
- "THE PRIZE OF SOUTH SEA PIRATES! ".
- "GREATEST UNDER WATER FIGHT EVERR! ".
- "Everybody is talking about Luana's native dance! (original print ad) ".
- "Heading for treasure and trouble... a mutinous crew, an exotic island beauty, and the toughest skipper south of Pago Pago! ".